# Río Poros
El Poros es un río ficticio que pertenece al legendarium creado por el escritor británico J. R. R. Tolkien y cuya historia es narrada en los apéndices de la novela El Señor de los Anillos. Es uno de los ríos más importantes de Gondor, ubicado al sur del reino y al este del Anduin y marca el límite meridional del Reino Dúnedain del Sur. Nace en las Ephel Dúath, a la altura del valle de Nurn y vuelca sus aguas al Ethir Anduin.

## Batalla de los Vados del Poros
En el año 2885 de la Tercera Edad del Sol y durante el gobierno de Túrin II, vigesimosegundo Senescal Regente de Gondor, se libró una batalla contra los haradrim en los Vados del Poros, por donde pasaba el Camino del Harad y allí murieron los dos hijos de Folcwine, rey de Rohan, Folcred y Fastred, que habían acudido en ayuda de Gondor; se levantó un túmulo donde fueron enterrados y desde entonces fue conocido como Haudh in Gwanûr.